# Tomáš Vincour
Tomáš Vincour (ur. 19 listopada 1990 w Brnie) – czeski hokeista, reprezentant Czech.

## Kariera
- HC Kometa Brno U18 (2004–2006)
- HC Kometa Brno U20 (2005–2007)
- HC Kometa Brno (2007)
- Edmonton Oil Kings (2007–2010)
- Vancouver Giants (2010)
- Texas Stars (2010–2013)
- Dallas Stars (2007–2013)
- Colorado Avalanche (2013)
- Ak Bars Kazań (2013–2014)
- HC Kometa Brno (2014)
- Colorado Avalanche (2014–2015)
- Lake Erie Monsters (2014–2015)
- Sibir Nowosybirsk (2015-2016)
- HC Kometa Brno (2016-2018)
- Mountfield Hradec Králové (2018-2019)
- HC Kometa Brno (2019-)

Wychowanek klubu HC Kometa Brno. W drafcie do kanadyjskich rozgrywek juniorskich CHL w 2007 został wybrany z numerem 1 przez klub kanadyjskiej Edmonton Oil Kings. W barwach tej drużyny w latach 2007–2010 występował w lidze WHL w ramach CHL. W drafcie NHL z 2009 został wybrany przez Dallas Stars. Następnie w marcu 2010 roku podpisał trzyletni kontrakt z Dallas Stars i trafił do klubu farmerskiego, Texas Stars w rozgrywkach AHL. W lutym 2011 roku zadebiutował w lidze NHL i od tego czasu występuje w zespole, jednak bywa przekazywany do Texas Stars. Od kwietnia zawodnik Colorado Avalanche. Od czerwca 2013 zawodnik Ak Barsu Kazań, związany dwuletnim kontraktem. Zawodnikiem Ak Barsu był do końca czerwca 2014. W połowie sierpnia 2014 pierwotnie powrócił do Komety Brno, jednak pod koniec tego miesiąca ponownie podpisał kontrakt z Colorado Avalanche. W zespole rozegrał jeden mecz w sezonie NHL (2014/2015), zaś występował w tym czasie w klubie farmerskim Lake Erie Monsters w lidze AHL. Od sierpnia 2015 zawodnik Sibiru Nowosybirsk. Odszedł z klubu z końcem kwietnia 2016. Od sierpnia 2016 ponownie zawodnik Komety Brno. W lipcu 2018 został graczem Mountfield Hradec Králové. W grudniu 2019 powrócił do Komety.

## Sukcesy
Reprezentacyjne
- Awans do Elity mistrzostw świata do lat 18: 2008

Klubowe
- Złoty medal mistrzostw Czech: 2017 z Kometą Brno

Indywidualne
- Mistrzostwa świata do lat 18 w hokeju na lodzie mężczyzn 2008/I Dywizja:
  - Pierwsze miejsce w klasyfikacji asystentów turnieju: 11 asyst[13]
  - Pierwsze miejsce w klasyfikacji kanadyjskiej turnieju: 13 punktów[14]
  - Pierwsze miejsce w klasyfikacji +/- turnieju: +11[15]
  - Najlepszy napastnik turnieju[16]